# Lepanthes urotepala
Lepanthes urotepala är en orkidéart som beskrevs av Heinrich Gustav Reichenbach. Lepanthes urotepala ingår i släktet Lepanthes och familjen orkidéer.
Artens utbredningsområde är Ecuador. Inga underarter finns listade i Catalogue of Life.